# Bahnradsport-Weltmeisterschaften 1974
Die Bahnradsport-Weltmeisterschaften 1974 fanden vom 14. bis 20. August 1974 auf der Radrennbahn der Université de Montréal im kanadischen Montreal statt.
Im Vorfeld dieser Weltmeisterschaften sah es für kurze Zeit so aus, als ob diese ausfallen müssten: Ursprünglich sollte für die Veranstaltung eine neue Zementbahn erstellt werden, die aber wegen eines Streiks der Bauarbeiter nicht rechtzeitig fertig wurde. So wurde in lediglich 14 Tagen auf dem Football-Field der Universität von Montreal eine 285,714 Meter lange Holzbahn aufgebaut mit Tribünen für 6000 Zuschauer. Hatte man im Vorfeld zudem befürchtet, der kanadische Radsportverband sei mit der Organisation überfordert, musste dieses Urteil revidiert werden. Die Radsport schrieb: "[...] die Organisation war bislang nahezu perfekt zu nennen, der Service ist vorbildlich und so gut wie nie bei den letzten Weltmeisterschaften." Insgesamt waren 51 Nationen (auf Bahn und Straße) am Start.
Diese Weltmeisterschaften bedeuteten in einigen Disziplinen einen Neuanfang, da einige dominierende Amateure der vergangenen Jahre wie der Däne Peder Pedersen, der Norweger Knut Knudsen und der Brite John Nicholson zu den Profis übergetreten waren. Bei den Profis war der mehrfache Weltmeister in der Einerverfolgung, der Brite Hugh Porter, ganz vom aktiven Sport zurückgetreten.
Ältester Teilnehmer der Weltmeisterschaften war der 59-jährige US-Amerikaner Walter Summers, genannt „Wally“. Der gebürtige Brite, nach eigener Aussage „eine halbverruckte Engländer“ hatte sich bei brütender Hitze auf den Straßen von Arizona auf seine Teilnahme an den Rennen der Profi-Steher vorbereitet.
Wider Erwarten wurde Jean Breuer aus Hürth Weltmeister der Amateur-Steher, die Radsport schrieb gar von einem "Wunder", zumal er zwei Monate zuvor schwer gestürzt war und mehrere Brüche erlitten hatte. Weltmeister in der Einerverfolgung wurde der Deutsche Hans Lutz, ein Mitglied des deutschen Gold-Vierers, Platz vier belegte der 19-jährige Deutsche Dietrich Thurau. Durch einen erneuten Sieg des Vierers errang die bundesdeutsche Mannschaft bei den Bahn-Wettbewerben in Montreal insgesamt drei Goldmedaillen.

## Resultate Frauen
| Disziplin       | Platz | Land               | Athlet                 | Zeit                   |
| --------------- | ----- | ------------------ | ---------------------- | ---------------------- |
| Sprint          | 1     | Sowjetunion 1955   | Tamara Pilschtschikowa | 12,29 (1.), 12,51 (2.) |
|                 | 2     | Vereinigte Staaten | Sue Novara             |                        |
|                 | 3     | Sowjetunion 1955   | Galina Zarjowa         | 12,72 (1.), 12,66 (2.) |
| Einerverfolgung | 1     | Sowjetunion 1955   | Tamara Garkuchina      | 3:38,43 min            |
| (3000 m)        | 2     | Sowjetunion 1955   | Valentina Smirnova     | 4:02,47                |
|                 | 3     | Niederlande        | Keetie van Oosten-Hage | 4:00,36 min            |

## Resultate Männer

### Profis
| Disziplin                | Platz | Land        | Athlet                           | Zeit                   |
| ------------------------ | ----- | ----------- | -------------------------------- | ---------------------- |
| Sprint                   | 1     | Danemark    | Peder Pedersen                   | 11,81 (1.), 11,61 (2.) |
|                          | 2     | Australien  | John Nicholson                   |                        |
|                          | 3     | Belgien     | Robert Van Lancker               | 11,57 (1.), 11,72 (2.) |
| Einerverfolgung (5000 m) | 1     | Niederlande | Roy Schuiten                     | 6:04,71 min            |
|                          | 2     | Belgien     | Ferdinand Bracke                 | 6:12,58 min            |
|                          | 3     | Niederlande | René Pijnen                      | 6:08,47 min            |
| Steherrennen             | 1     | Niederlande | Cees Stam/Joop Stakenburg        |                        |
| (100 km)                 | 2     | Belgien     | Theo Verschueren/August Meuleman |                        |
|                          | 3     | Italien     | Attilio Benfatto/Dagnoni         |                        |

### Amateure
| Disziplin                      | Platz | Land                                    | Athlet                                                            | Zeit                   |
| ------------------------------ | ----- | --------------------------------------- | ----------------------------------------------------------------- | ---------------------- |
| Sprint                         | 1     | Tschechoslowakei                        | Anton Tkáč                                                        | 11,84 (1.), 11,32 (2.) |
|                                | 2     | Sowjetunion 1955                        | Serhij Krawzow                                                    |                        |
|                                | 3     | Italien                                 | Giorgio Rossi                                                     | 11,77 (1.), 12,14 (2.) |
| 1000-m-Zeitfahren              | 1     | Sowjetunion 1955                        | Eduard Rapp                                                       | 1:07,61 min.           |
|                                | 2     | Italien                                 | Ferruccio Ferro                                                   | 1:07,66 min.           |
|                                | 3     | Polen 1944                              | Janusz Kierzkowski                                                | 1:07,79 min.           |
| Einerverfolgung (4000 m)       | 1     | Deutschland                             | Hans Lutz                                                         | 4:52,72 min            |
|                                | 2     | Italien                                 | Orfeo Pizzoferrato                                                | 4:54,24 min            |
|                                | 3     | Deutschland Demokratische Republik 1949 | Thomas Huschke                                                    | 4:50,94 min            |
| Mannschaftsverfolgung (4000 m) | 1     | Deutschland                             | Günther Schumacher/Peter Vonhof/ Hans Lutz/Dietrich Thurau        | 4:22,20 min            |
|                                | 2     | Deutschland Demokratische Republik 1949 | Thomas Huschke/Heinz Richter/ Uwe Unterwalder/Klaus-Jürgen Grünke | 4:27,36 min            |
|                                | 3     | Tschechoslowakei                        | Pavel Doležel/Petr Kocek/ Michal Klasa/Zdeněk Dohnal              | 4:26,37 min            |
| Tandemrennen                   | 1     | Tschechoslowakei                        | Vladimír Vačkář/Miroslav Vymazal                                  | 10,73 (1.), 10,76 (2.) |
|                                | 2     | Sowjetunion 1955                        | Wiktor Kopylow/Wladimir Semenets                                  |                        |
|                                | 3     | Polen 1944                              | Benedykt Kocot/Andrzej Bek                                        | 11,00 (2.), 11,10 (3.) |
| Steherrennen                   | 1     | Deutschland Bundesrepublik              | Jean Breuer/Dieter Durst                                          |                        |
|                                | 2     | Niederlande                             | Martin Venix                                                      |                        |
|                                | 3     | Spanien 1945                            | Miguel Espinós                                                    |                        |